# Stomorhina guttata
Stomorhina guttata är en tvåvingeart som beskrevs av Villeneuve 1914. Stomorhina guttata ingår i släktet Stomorhina och familjen Rhiniidae. Inga underarter finns listade i Catalogue of Life.